# میلا کونیس
میلنا «میلا» کونیس (به انگلیسی: Milena "Mila" Kunis) (زاده ۱۴ اوت ۱۹۸۳) هنرپیشه آمریکایی است.
در سال ۱۹۹۱ و زمانی که وی هفت ساله بود، به همراه خانواده از اتحاد جماهیر شوروی سوسیالیستی مهاجرت کرده و ساکن لس آنجلس می‌شوند. میلا کونیس بعد از مدرسه در کلاس‌های بازیگری شرکت می‌کرد که همین موضوع باعث شد وی را برای نقش‌آفرینی‌های مختلف انتخاب کنند. از آن موقع بود که وی در آگهی‌های تبلیغاتی و برنامه‌های تلویزیونی ظاهر شد. اولین نقش مهم او نیز در برنامه نمایش دهه ۷۰ پیش از تولد پانزده سالگی‌اش بود. همچنین در سال ۱۹۹۹ شروع به صداگذاری در نقش مگ گریفن (در سریال مرد خانواده) کرد.
شاید مهم‌ترین نقش‌آفرینی میلا کونیس در فیلم‌های سینمایی در سال ۲۰۰۸ رخ داد، زمانی که وی در فیلم فراموش کردن سارا مارشال بازی کرد. از آن پس بود که در فیلم‌های مشهور دیگر به نقش‌آفرینی پرداخت که از جمله این فیلم‌ها می‌توان به این موارد اشاره نمود: مکس پین، کتاب الی، دوستی با مزایا، قوی سیاه، تد و از بزرگ و قدرتمند.
نقش‌آفرینی میلا کونیس در فیلم قوی سیاه وی را نامزد دریافت جایزه گلدن گلوب برای بهترین بازیگر نقش مکمل زن کرد.

## کودکی
میلا کونیس در زمان حکمرانی اتحاد جماهیر شوروی سوسیالیستی، در شهر چرنیوتسی در جمهوری شوروی سوسیالیستی اوکراین (سابق) زاده شده‌است. مادرش الویرا، مدرس فیزیک و مالک یک داروخانه بود و پدرش مارک، مهندس مکانیک بوده و البته به عنوان راننده تاکسی کار می‌کرد. میلا کونیس یک برادر بزرگ‌تر به نام مایکل دارد. در سال ۲۰۱۱ کونیس به این موضوع اشاره می‌کند که خانواده‌اش دارای مشاغل بسیار خوبی بودند و اینکه بسیار خوش‌شانس بودند و وضعیت مالی بدی نداشتند. آن‌ها تصمیم به ترک شوروی به این دلیل گرفتند که برای فرزندانشان هیچ آینده‌ای نمی‌دیدند. در سال ۱۹۹۱ خانواده کونیس با به همراه داشتن پولی حدود ۲۵۰ دلار، خود را به شهر لس‌آنجلس در آمریکا می‌رسانند. طبق گفته خود میلا کونیس، این مبلغ پول حداکثر مقداری بود که اجازه داشتند به همراه داشته باشند. آن‌ها در روز چهارشنبه به نیویورک رسیدند و بنا به گفته‌های میلا، در صبح روز جمعه همان هفته در لس‌آنجلس وی و برادرش در مدرسه مشغول درس خواندن بودند.

## فیلم‌شناسی

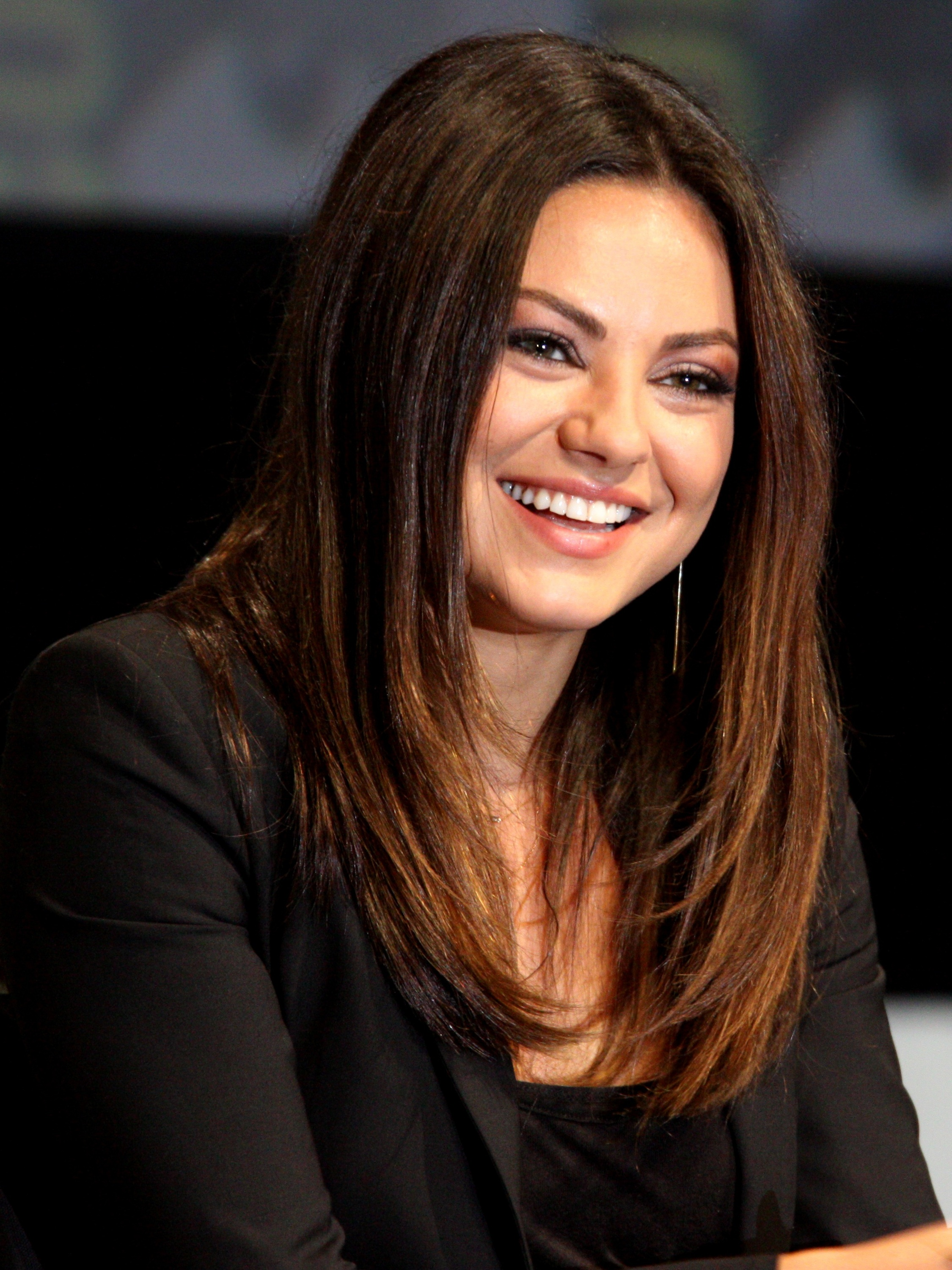
میلا در ۱۳ اکتبر ۲۰۱۳

### تلویزیونی
- روزهای زندگی ما (۱۹۹۴)
- بی‌واچ (۱۹۹۴/۱۹۹۵)
- پیرانیا (۱۹۹۵)
- واکر، رنجر تگزاس (۱۹۹۷)
- جیا (۱۹۹۸)
- نمایش دهه ۷۰ (۲۰۰۶-۱۹۹۸)
- مرد خانواده (۱۹۹۹–اکنون، صداپیشه)
- پانکد (۲۰۰۵)
- مرغ ربات (۲۰۱۱-۲۰۰۵)
- کلیولند شو (۲۰۰۹، دوبلور)
- سسمی استریت (۲۰۱۱)
- دو مرد و نصفی (۲۰۱۴)
- شوی الن دی‌جنرس (۲۰۱۹)
- زیاد ذوق‌زده نشو (۲۰۲۰)

### سینمایی
- عزیزم، ما خودمان را کوچک کردیم (۱۹۹۷)
- قبیله کریپندورف (۱۹۹۸)
- تمومش کن (۲۰۰۱)
- روانی آمریکایی ۲ (۲۰۰۲)
- استووی گریفن: داستان ناگفته (۲۰۰۵)
- بعد از سکس (۲۰۰۷)
- حرکت مک‌آلیستر (۲۰۰۷)
- اردوگاه آموزشی (۲۰۰۷)
- فراموش کردن سارا مارشال (۲۰۰۸)
- مکس پین (۲۰۰۸)
- شیره (۲۰۰۹)
- کتاب الی (۲۰۱۰)
- شب قرار (۲۰۱۰)
- قوی سیاه (۲۰۱۰)
- دوستی با مزایا (۲۰۱۱)
- تد (۲۰۱۲)
- رنگ زمان (۲۰۱۲)
- از بزرگ و قدرتمند (۲۰۱۳)
- پیوندهای خونی (۲۰۱۳)
- شخص سوم (۲۰۱۳)
- عصبانی‌ترین مرد در بروکلین (۲۰۱۴)
- آنی (۲۰۱۴)
- صعود ژوپیتر (۲۰۱۵)
- مادرهای بد (۲۰۱۶)
- چهار روز خوب (۲۰۱۶)
- کریسمس مادرهای بد (۲۰۱۷)
- جاسوسی که از من روی برگرداند (۲۰۱۸)
- پارک شگفت‌انگیز (۲۰۱۹)
- مشروح اخبار در یوبا کانتی (۲۰۲۱)

### بازی کامپیوتری
- نبرد سینت‌ها (۲۰۰۶)
- بازی ویدئویی مرد خانواده! (۲۰۰۶)

### نماهنگ
- باهات گیر افتادم (۲۰۲۰)

## افتخارات
- پنجمین زن زیبای سال ۲۰۱۳ به انتخاب مجله ماکسیم
- ششمین زن زیبای سال ۲۰۱۴ به انتخاب مجله اف‌اچ‌ام
- میلا کونیس به انتخاب لیست جهانی سی‌بی۱۵۰ به عنوان یکی از زیباترین زنان جهان ثبت شده‌است.
- دوازدهمین زن زیبای سال ۲۰۱۳ به انتخاب سایت هالیوود باز
- نوزدهمین زن زیبای سال ۲۰۱۴ به انتخاب سایت هالیوود باز